# 功績調書

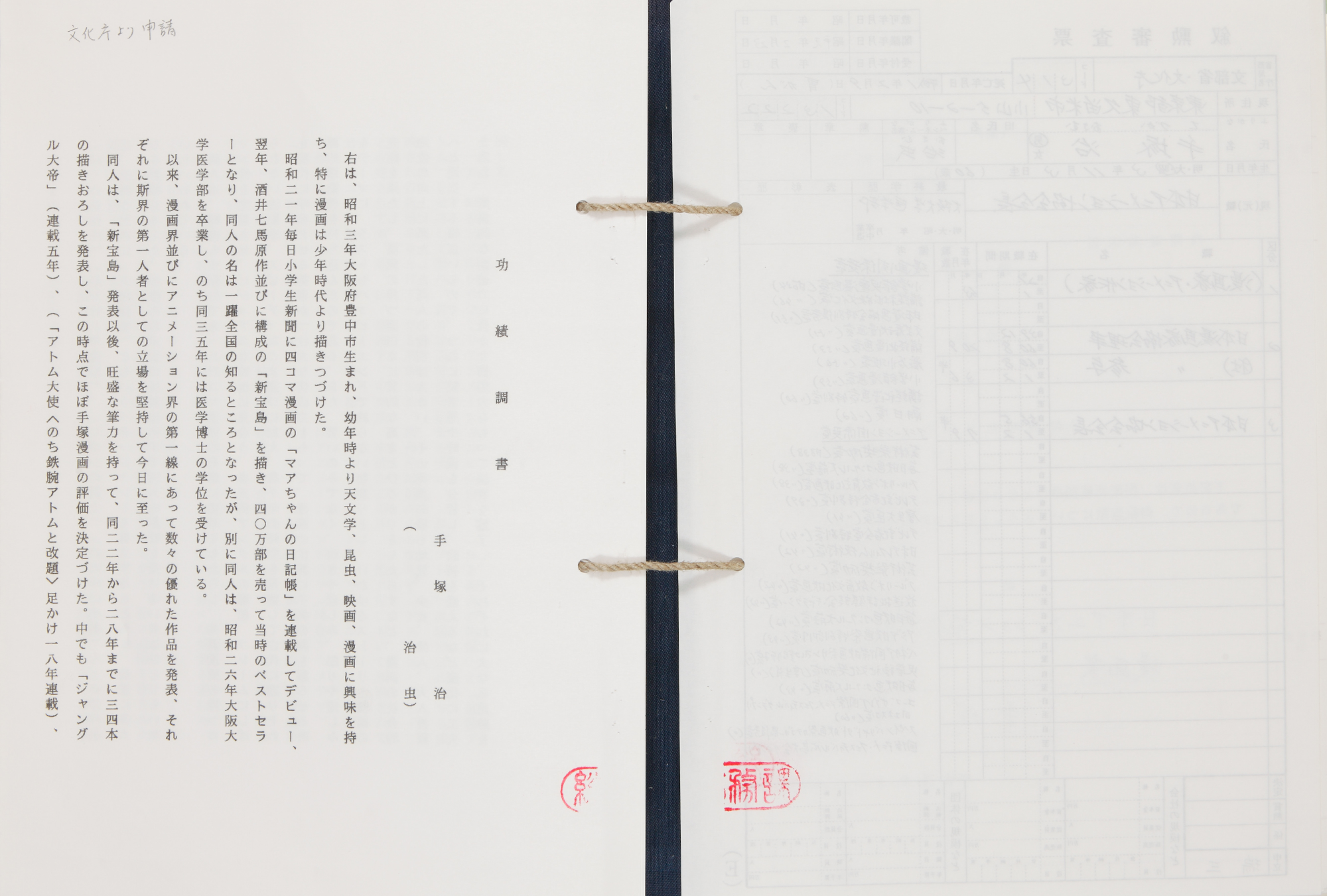
漫画家・手塚治虫の功績調書（部分、平成元年）。

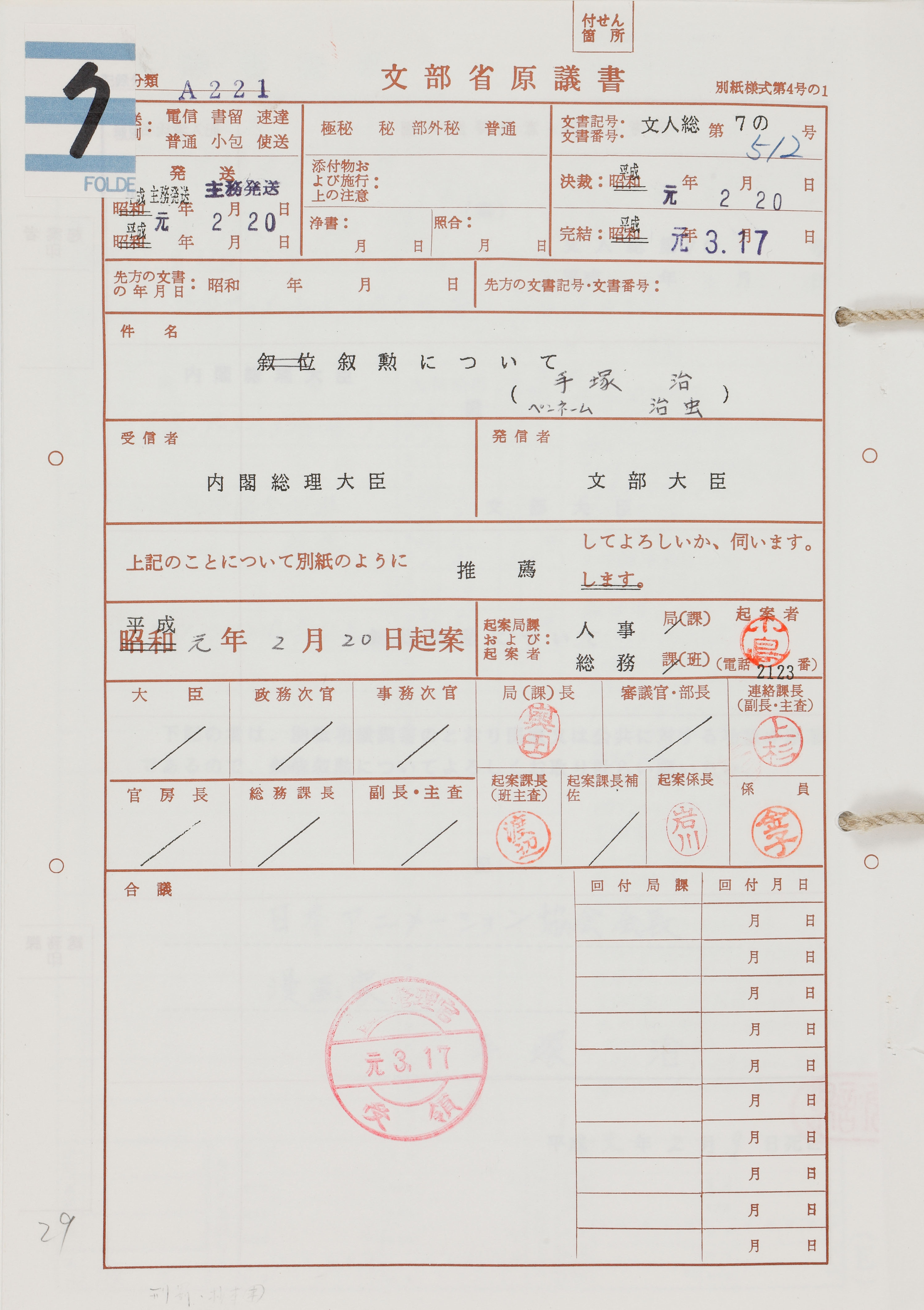
同上功績調書に付された表紙（文部省原議書）。

功績調書（こうせきちょうしょ）とは、特定の功績ある人物を叙位叙勲、褒章などの栄典、或いは公的な顕彰及び表彰に推薦するためにそれらを所管する官公庁・法人などに提出される文書。ほぼ推薦状、表彰内申書と同義であるが、一定の書式と公文書としての性格を有している。主に日本で見られる書式のひとつであり、日本では、栄典を推薦する場合、推薦する官公庁などから内閣府賞勲局に提出され、顕彰及び表彰については表彰機関となる官公庁・法人に推薦機関から提出されることになる。
内容としては、栄典または顕彰・表彰を授与するに相応しい人格であることを証すると同時に、該当する功績の具体的な事柄、過去の表彰歴などを記載するのが通例である。